# L'Eau Mineau
L'Eau Mineau es una localidad de Santa Lucía que forma parte del distrito de Micoud.